# Kossenko
Kossenko (en rus: Косенко) és un poble (un khútor) de l'óblast de Rostov, a Rússia, segons el cens rus del 2010 tenia 47 habitants. Pertany al districte de Zernograd.